# Lygephila pastinum
The Blackneck (Lygephila pastinum) là một loài bướm đêm thuộc họ Erebidae. Loài này có ở châu Âu, Xibia, Nhật Bản và Trung Quốc.

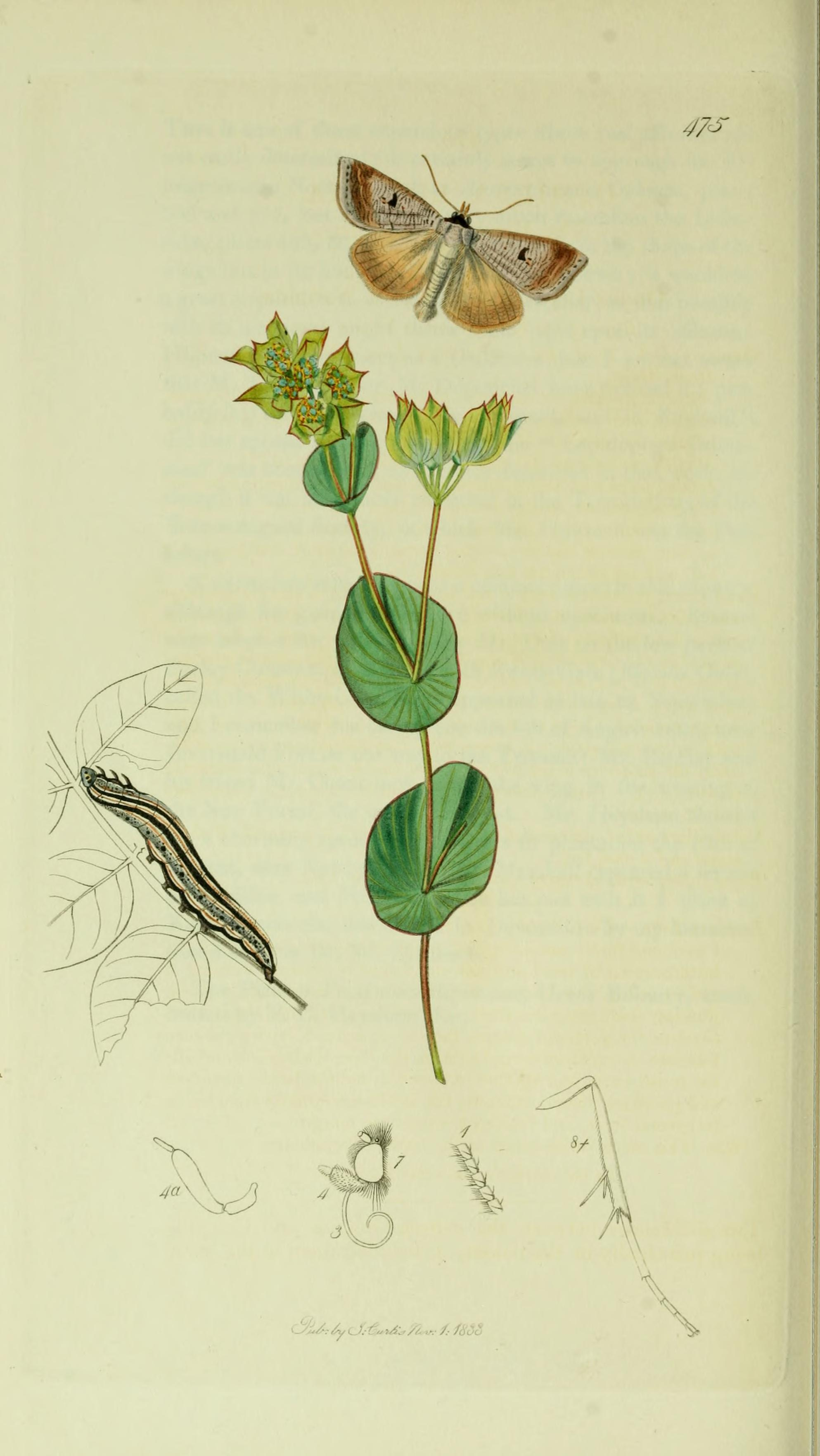
Minh họa từ John Curtis's British Entomology Volume 5

Sải cánh dài 37–42 mm. Chiều dài cánh trước là 18–21 mm. Con trưởng thành bay làm hai đợt from cuối tháng 3 đến giữa tháng 8 và từ tháng 9 và tháng 10.
Ấu trùng ăn nhiều loại cây thân thảo như Vicia cracca và Lathyrus pratensis.

## Hình ảnh

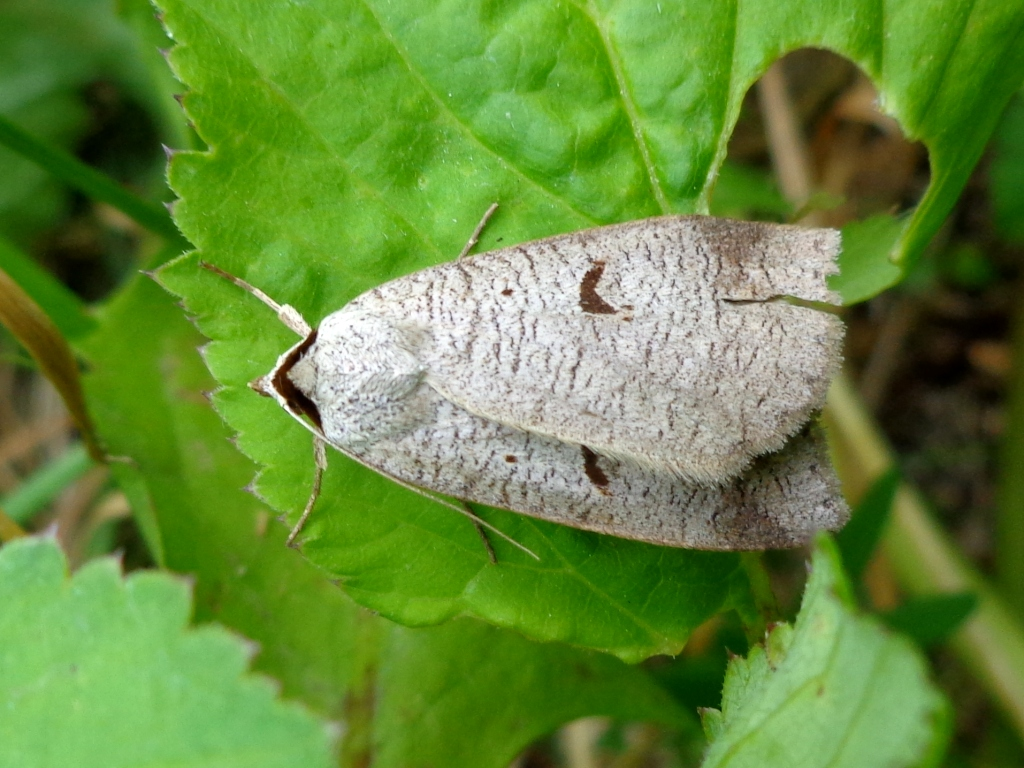
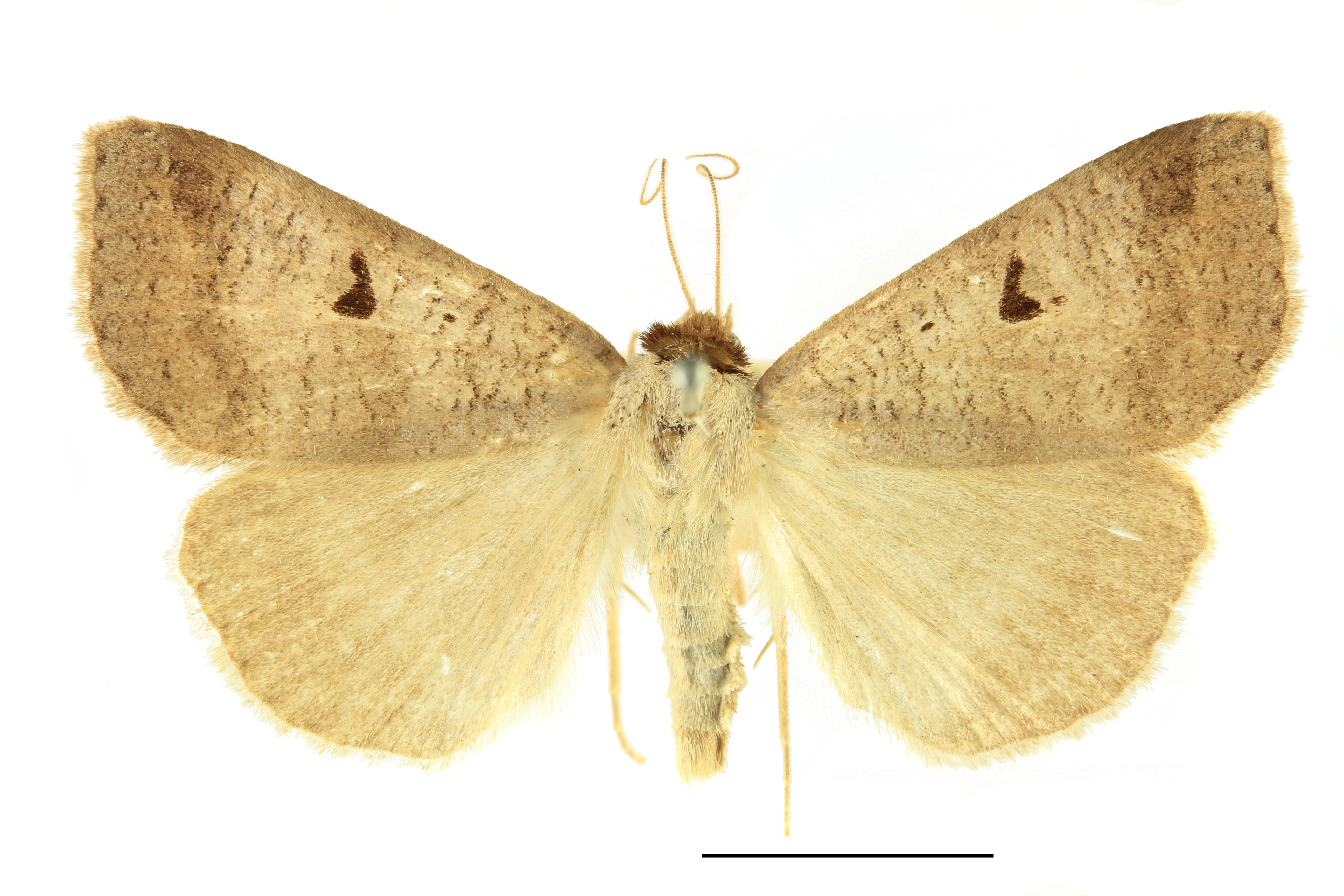
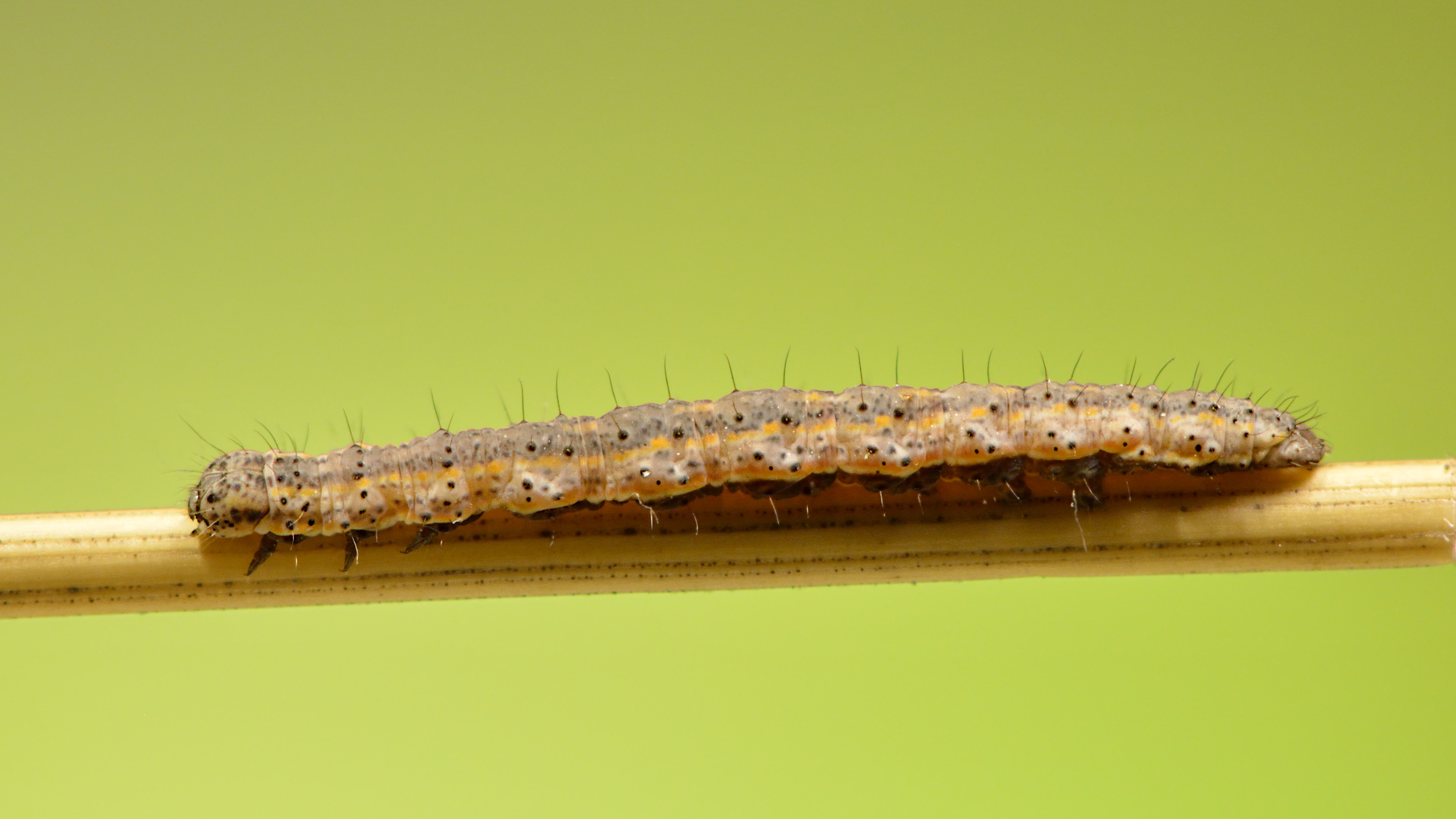